# 安德烈·吉亞尼
安德烈·吉亞尼（義大利語：Andrea Giani，1970年4月22日—），意大利前男子排球運動員。他主要活躍在1990年代，曾經三次獲得世界排球錦標賽的冠軍。他現在則是一位排球教練。